# Dodawad, Sampgaon
Dodawad là một làng thuộc tehsil Sampgaon, huyện Belgaum, bang Karnataka, Ấn Độ.